# Kyp

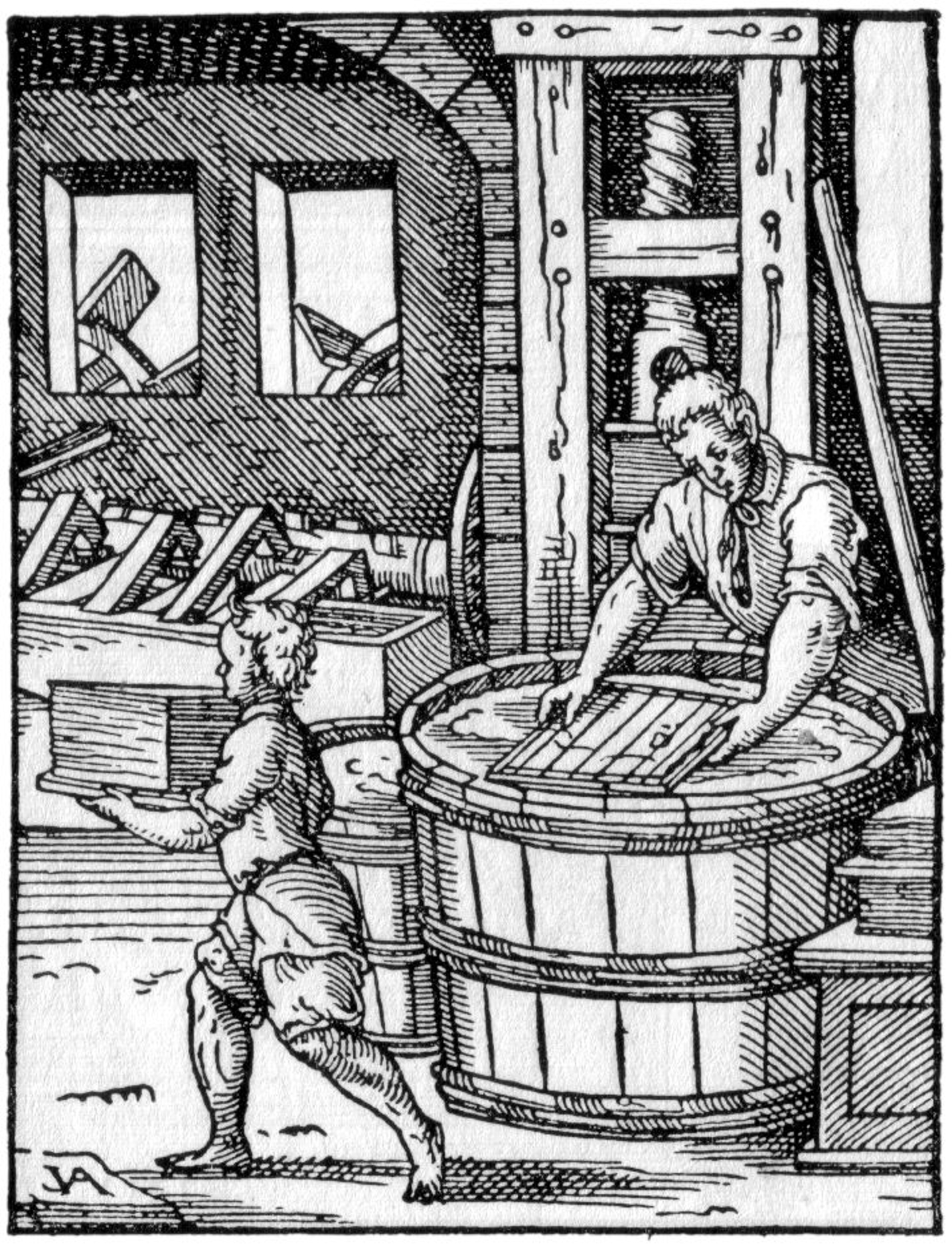
Papperstillverkning på 1500-talet med kypen till höger och press och stampverk i bakgrunden. Stampverket ersattes under 1700-talet av en holländare.

Kyp, även kypkar, kyper och bytta är ett större kärl som används vid handpapperstillverkning. Benämningen används även för de kar som används vid traditionell färgning av garn och tyger, ibland benämnd som kypfärgning.
Vid hantverksmässig papperstillverkning förvaras "heltyget", massan, i en kyp under formningen av pappersarken.
Ordet kyp härstammar från nordtyskans küpe, eller kupe, som betyder balja eller tunna.

## Kyp vid pappersframställning

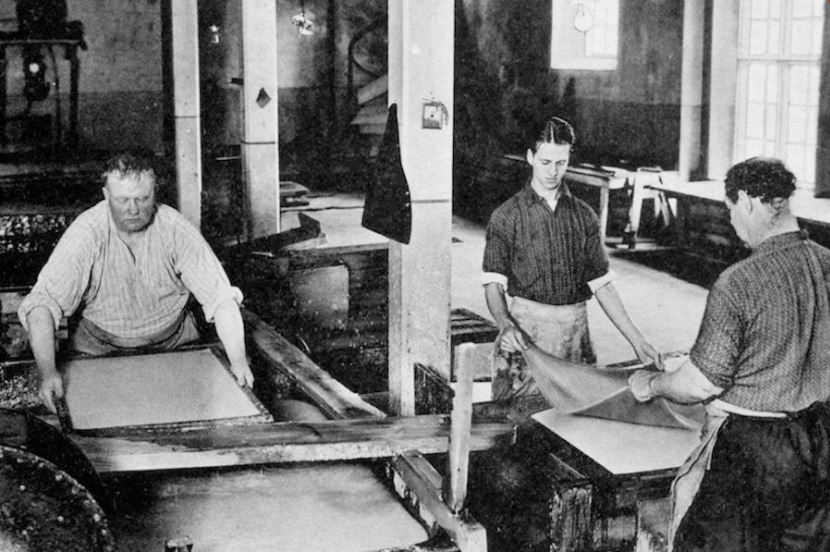
Ett kyplag vid Lessebo handpappersbruk 1934. Formaren vid kypen lyfter den med massa fyllda formen med den pålagda däckeln för att över "steget", brädan tvärs över kypen, skjuta den över till guskaren, som med hjälp av hjälpguskaren eller läggstolspojken lägger en filt över det avguskade pappersarket från föregående form.

Standardutrustningen vid ett mindre pappersbruk under 1700- och början av 1800-talen bestod av en holländare som drevs av ett vattenhjul, en kyp, en kopparblåsa och en papperspress som drogs för hand med hjälp av ett spel. I valsverket rensades och hackades lumpen tillsammans med vatten och maldes till massa. Vid kypen arbetade ett kyplag om tre man, formaren (mästaren), guskaren (gesällen) och läggpojken (lärlingen).
Kypen fylldes med utspädd pappersmassa, så kallad mäld. I botten på kypen fanns en eldstad av koppar (blåsen), som eldades för att massan skulle få lämplig temperatur. Formaren fångade upp en lämplig mängd massa med en pappersform, och skakade den så att ett jämnt skikt med sammanflätade fibrer bildades. Pappersformen, en träram med silduk av metall, var det viktigaste redskapet som mästaren formade papperet med. De formar som användes för skriv- och tryckpapper försågs med påsydda figurer i metalltråd med olika motiv samt pappersbrukets och ofta även pappersmästares namn eller initialer. De bildade så kallade vattenmärken i pappersarken, vilka fungerade som en sorts varumärke.

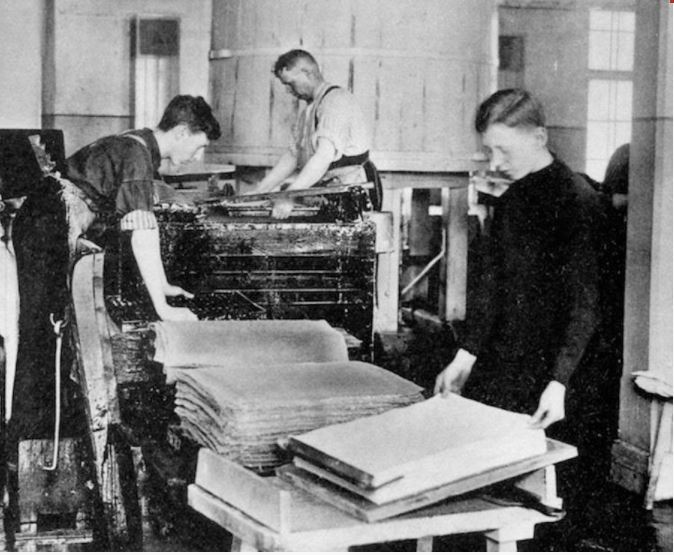
Böjd över en avplankning, guskbalken, trycker guskaren av det ännu knappt sammanhängande pappersarket från formen på en filt. Växelvis läggs ark och filt till en så kallad post. Närmast på bilden skiljer läggstolspojken från en pressad post filtarna till filtpallen och pappersarken till läggstolen. Foto 1928 från Lessebo handpappersbruk.

Efter formningen tog guskaren vid och tryckte pappersarket mot en yllefilt. Läggaren lade därefter arken varvade med yllefiltar, tills det blivit en lämplig hög (post eller bunt), som sedan pressades så att vattnet rann ur. Pappersarken hängdes därefter upp på tork från stänger i taket.